# Eliza Farnham

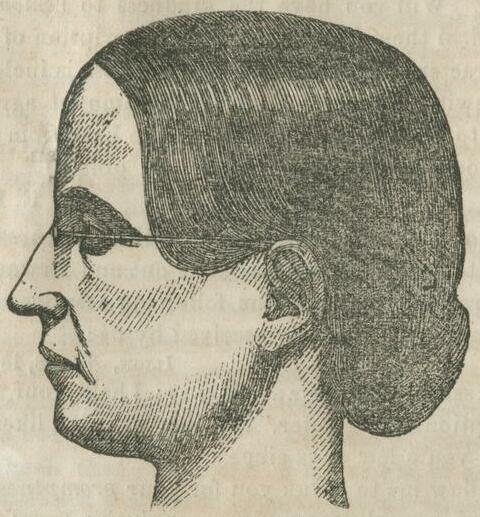
Ritratto a spalla della sig.ra Farnham di profilo, indossando occhiali

Eliza Farnham (Rensselaerville, 17 novembre 1815 – New York, 15 dicembre 1864) è stata una scrittrice e attivista statunitense, femminista e abolizionista nota in particolare per il suo contributo alla riforma carceraria.

## Biografia
Nata a Rensselaerville, New York, si trasferì in Illinois nel 1835 dove l'anno successivo sposò Thomas J. Farnham, per poi tornare a New York nel 1841. Nel 1843 scrisse una serie di articoli nel giornale Brother Jonathan opponendosi agli articoli di John Neal in cui, all'interno dello stesso giornale, si schierava a favore del suffragio femminile. Riguardo a questi articoli Elizabeth Cady Stanton e Susan B. Anthony hanno scritto nel 1887 che "Mrs. Farnham visse abbastanza a lungo per tornare sui suoi passi e accettare la più alta verità." Nel 1844, grazie all'influenza di Horace Greeley e di altri riformatori, fu nominata matrona del reparto femminile della prigione di Sing Sing, dove applicò l'uso della frenologia per rieducare le prigioniere, metodo in cui credeva fortemente.
Con lo scopo di migliorare il comportamento delle detenute, Farnham cambiò i tipi di materiali di lettura disponibili per le donne detenute, sostenendo anche l'uso della musica e della gentilezza nella riabilitazione delle detenute. Farnham mantenne la carica di matrona fino al 1848 quando, tra polemiche sulle sue scelte e convinzioni, si dimise. Si trasferì in seguito a Boston, dove per diversi mesi fu in contatto con la direzione del Perkins Institution for the Blind.
Nel 1849 si recò con i suoi due figli in California, dove aveva ereditato delle proprietà, e vi rimase fino al 1856, anno in cui tornò a New York. Per i successivi due anni si dedicò allo studio della medicina e nel 1859 organizzò una società per aiutare le donne indigenti a trovare casa negli stati occidentali degli Stati Uniti, occupandosi in prima persona di diverse compagnie di questa classe di emigranti. Successivamente è tornata in California.
Morì di tubercolosi all'età di 49 anni. Era atea.

## Opere
- Life in the Prairie Land, 1846 - Un resoconto della vita nella prateria dell'Illinois vicino a Pekin tra il 1836 e il 1840.
- California, In-doors and Out, 1856 - Una cronaca delle sue esperienze e osservazioni sulla California.
- My Early Days, 1859 - Un romanzo autobiografico.
- Woman and Her Era, 1864 - Ragioni "organiche, religiose, estetiche e storiche" sulla superiorità intrinseca della donna.
- The Ideal Attained, 1865 - L'eroina plasma l'eroe in un degno compagno.